# Kernkraftwerk Tihange
Tihange ist ein Kernkraftwerk bei Huy (Provinz Lüttich) in der Wallonie, Belgien. Es besteht aus drei Blöcken mit Druckwasserreaktoren, die von 1975 bis 1985 ans Stromnetz gingen; Block 1 mit einer Nettoleistung von 962 MW(e) 1975, Block 2 mit einer Nettoleistung von 1.008 MW(e) und Block 3 mit 1.038 MW(e) folgten bis 1985.
Das Kraftwerk liegt an der Maas, ca. 25 km südwestlich von Lüttich und 57 km westsüdwestlich des Aachener Stadtgebiets.
Tihange ist einer von zwei in Betrieb befindlichen Kernkraftwerksstandorten in Belgien; der andere ist Doel im Hafen von Antwerpen, beide werden von Engie Electrabel betrieben, dem belgischen Tochterunternehmen des französischen Konzerns Engie.
Am 31. Januar 2023 wurde der besonders umstrittene Reaktorblock 2 endgültig stillgelegt.

## Geschichte

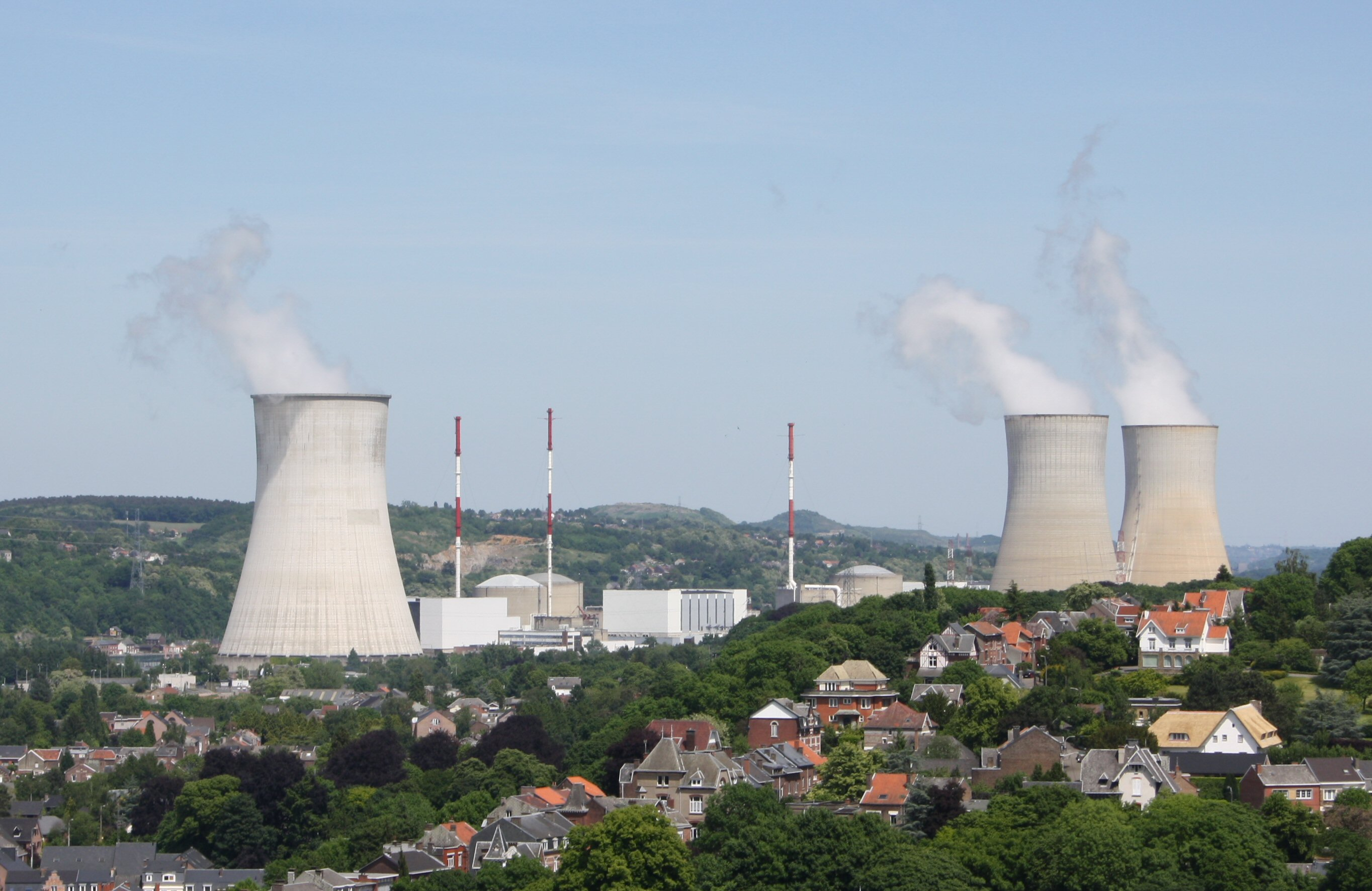
Kernkraftwerk Tihange

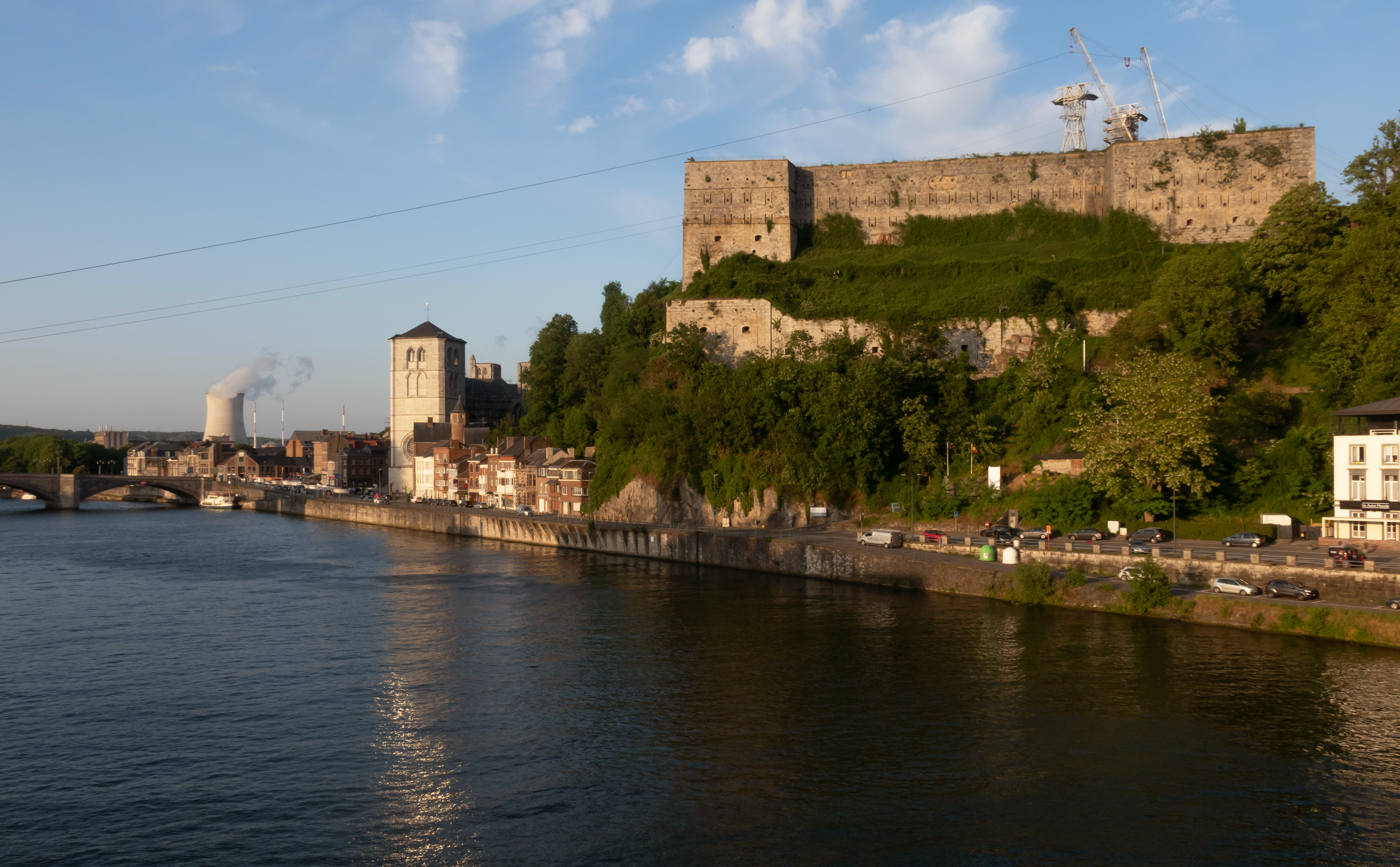
Huy mit dem Kraftwerk im Hintergrund

Das Kernkraftwerk Tihange besteht aus drei Kraftwerksblöcken, die von 1975 bis 1985 ans Netz gingen: Block 1 mit einer Nettoleistung von 962 MW(e) 1975, Block 2 mit einer Nettoleistung von 1.008 MW(e) und Block 3 mit 1.038 MW(e) folgten bis 1985.
Belgien beschloss 2003 den Ausstieg aus der Kernkraft bis 2025. Die belgischen Reaktoren sollten demzufolge nach jeweils 40 Jahren endgültig abgeschaltet werden. Für Tihange-1 war die Abschaltung am 1. Oktober 2015 vorgesehen. Der Betreiber Electrabel erklärte im November 2011, Block 1 gemäß dem Gesetz 2015 vom Netz nehmen zu wollen, da sich weitere Investitionen nicht mehr lohnen würden.
Am 4. Juli 2012 entschied die damalige Regierung Di Rupo jedoch gemäß den Möglichkeiten, die das Atomausstiegsgesetz Belgiens bietet, dem Betreiber für Tihange-1 eine Laufzeitverlängerung um zehn Jahre – bis 2025 – zu gewähren. Man fürchtete Engpässe in der Stromversorgung. Für den Block 2 erlosch die Genehmigung unverändert, nach 40 Jahren, 2023. Im Frühjahr 2023 gab die Belgische Regierung eine erneute Laufzeitverlängerung für Tihange bekannt, dadurch wurde die Genehmigung für den Betrieb des Blocks 3 von ursprünglich 40 auf 50 Jahre verlängert. Diese erlischt nun 2035 und wurde erneut mit Versorgungssicherheit begründet.
2012 wurden „tausende feine Risse im Reaktorbehälter“ zunächst im Kernkraftwerk Doel und im September 2012 auch in Tihange bekannt.
Im Februar 2015 teilten der Betreiber Engie Electrabel und die belgische Atomaufsichtsbehörde FANK mit, man habe tausende weitere Wasserstoffflocken in den Reaktoren Tihange-2 und Doel-3 gefunden. In Tihange stieg die Zahl von 2000 auf 3150.
Eine grenzüberschreitende Bürgerinitiative engagiert sich seitdem gegen das ihrer Einschätzung nach unsichere Kernkraftwerk.
Am 28. März 2017 wurde bekannt, dass Tihange-2 seit Juli 2016 mit Brennelementen aus der Brennelementfertigungsanlage Lingen in Deutschland beliefert wurde.
Das dem Bundesumweltministerium unterstellte Bundesamt für kerntechnische Entsorgungssicherheit (BfE) erteilte 50 Transportgenehmigungen, darunter auch, 68 Brennelemente für Tihange-2 zu liefern.

## Störfälle, Schäden und Reaktionen

### 2002–2011
Am 22. November 2002 ereignete sich ein Störfall im Block 2 (INES 2). Der Reaktor – zu dieser Zeit heruntergefahren und nicht mehr kritisch – produzierte noch Nachzerfallswärme, die wie im Leistungsbetrieb durch zirkulierendes Kühlmittel im Primärkreislauf abgeführt wurde. Bei einem Test wurde irrtümlich ein Sicherheitsventil des Druckhalters geöffnet, wodurch der Druck im Primärkreislauf sehr schnell von 155 bar auf 85 bar fiel. Der hohe Druck im Primärkreislauf während des Betriebs bewirkt, dass das Wasser auch bei hoher Temperatur nicht siedet, sondern flüssig bleibt. Sinkt der Druck, dann sinkt auch die Siedetemperatur des Wassers. Dann kann die Nachzerfallswärme der Brennelemente nicht mehr abtransportiert werden und es besteht die Gefahr einer Kernschmelze. Im konkreten Fall wurden aufgrund des rapiden Druckabfalls mehrere Sicherheitssysteme aktiviert, die Wasser in den Primärkreislauf hineinpumpten und so die Brennelemente weiter kühlten. Das irrtümlich geöffnete Überdruckventil wurde nach drei Minuten wieder geschlossen.
Am 25. Oktober 2006 gelangten etwa 30 Greenpeace-Aktivisten auf das Kraftwerksgelände und besetzten es. Sie stellten auf der Kuppel einen riesigen Riss dar. Mit der Aktion an dem über 30 Jahre alten Kraftwerk wollte Greenpeace auf das Alter(n) der belgischen Kernkraftwerke aufmerksam machen.
Am 4. Oktober 2010 kurz nach 18 Uhr liefen rund 600 Liter säurehaltigen Wassers aus einem Graben in die Maas. Laut Betreiberangaben trat bei dem Unfall kein radioaktives Material aus; die Säure soll sich im Flusswasser schnell neutralisiert haben.
Am 5. Dezember 2011 kam es zu nicht näher erläuterten Abweichungen bei Kontrollen des Kühlsystems (INES 1). Laut Angaben der belgischen Atomaufsichtsbehörde FANK wurde das Problem behoben.

### 2012–2013
Am 7. Februar 2012 wurde erkannt, dass eine Gruppe von Heizstäben des Druckhalters von Tihange-1 außer Funktion war, was die FANK am 15. Februar 2012 bekannt gab. Der Vorfall wurde als INES-1-Ereignis eingestuft. Der Druckhalter mit den integrierten Heizstäben und Sprühsystemen ist relevant, um den notwendigen Druck im Primärkreislauf aufrechterhalten zu können. Dies kann beispielsweise bei Unterkühlungstransienten, die eine Reduktion der Kühlmitteldichte zur Folge hat (und somit eine Füllstandabnahme im Druckhalter), relevant werden. Durch Zuschaltung von Druckhalterheizstufen (was normalerweise über die Reaktordruckregelung automatisch erfolgt) kann der Druck stabilisiert werden, da im Druckhalter immer Sättigungsbedingung herrscht (z. B. 155 bar / 354 °C).
Bei einer im Juni 2012 begonnenen Routineinspektion mit neuen Ultraschall-Messgeräten wurden laut FANK tausende Wasserstoffflocken am Reaktordruckbehälter von Tihange 2 und im Reaktor Doel-3 entdeckt. Die FANK stellte fest, die Wasserstoffflocken seien „höchstwahrscheinlich“ schon bei der Herstellung der Druckbehälters entstanden und daher unbedenklich.
Im Juli 2012 wurde bekannt, dass das Abklingbecken von Tihange-1 pro Tag etwa 2 Liter radioaktiven Wassers verliere, ein Problem das seit 2005 besteht und bis dato nicht behoben werden konnte (Stand Juli 2012).
Im August 2012 wurde Block 2 heruntergefahren, nachdem – wie auch am Reaktor Doel-3 – tausende Wasserstoffflocken am Reaktordruckbehälter gefunden worden waren. Nachforschungen ergaben, dass diese Flocken schon 1979 während des Baus entstanden waren. Die seit 1996 nicht mehr bestehende Firma Rotterdamsche Droogdok Maatschappij (Rotterdam) hatte 22 Reaktorbehälter dieses Typs gefertigt, darunter Tihange-2 und Doel-3
Die beiden anderen Druckwasserreaktoren in Tihange stammen von Framatome und sind von dem Problem nicht betroffen.
Die Atomaufsicht FANK ordnete 2012 an, dass das Notkühlwasser (über 1 Million Liter) auf über 40 °C vorgeheizt werden muss. Anlass ist der schon mit Wasserstoffeinschlüssen durchsetzte Reaktordruckbehälter, der durch zu kaltes Kühlwasser einen thermischen Schock erleiden könnte. Die maximale Vorlauftemperatur beträgt 50 °C. Ab dieser Temperatur wird der Reaktor nicht mehr ausreichend gekühlt.
Im Februar 2013 wurde auf dem Kraftwerksgelände eine Weltkriegsbombe in der Nähe eines Verwaltungsgebäudes entdeckt, das vorsichtshalber evakuiert wurde; die Bombe wurde vom Kampfmittelräumdienst der belgischen Armee abtransportiert. Es soll sich um eine deutsche Granate aus dem Ersten Weltkrieg gehandelt haben.
Im Mai 2013 erteilte die FANK die Erlaubnis für den Weiterbetrieb der Kernreaktoren. Jan Bens, Leiter der FANK seit Januar 2013, der von 2004 bis 2013 auch Leiter des Kernkraftwerk Doel gewesen war, schloss aus, dass es in Belgien überhaupt zu einem Reaktorunfall kommen könne. Anfang Juni 2013 wurde der Reaktor von Tihange-2 wieder hochgefahren.
In den Jahren 2013 bis 2015 sind insgesamt acht sogenannte Precursor (engl. precursor „Vorläufer, Vorbote“), d. h. Zwischenfälle, welche unter bestimmten Voraussetzungen zu schweren Schäden am Reaktorkern bis hin zur Kernschmelze führen können, in Tihange-1 vorgekommen – mehr als die Hälfte aller Precursor-Fälle in ganz Belgien. Dies wurde erst Anfang Februar 2018 in Medienberichten laut einem Schreiben der belgischen Atomaufsicht FANK bekannt. Allerdings seien diese Precursor-Analysen laut FANK nicht geeignet, Rückschlüsse auf den Sicherheitszustand einzelner Reaktoren zu ziehen. Die Behörde erklärte gegenüber dem WDR-Hörfunk und dem Politmagazin Monitor, man könne garantieren, dass der Betreiber und die FANK die Sicherheit dieses Reaktors gewährleisten.

### 2014–2015
Im März 2014 mussten Doel-3 und Tihange-2 auf behördliche Anordnung erneut heruntergefahren werden. Tests im Studienzentrum für Kernenergie in Mol mit dem Reaktorbehälter-Material der beiden Reaktoren Doel-3 und Tihange-2 hätten „unerwartete Resultate“ bezüglich mechanischer Resistenz erbracht. Der Stillstand dauerte vorläufig bis Sommer 2015. Deutsche Medien vermuteten, die endgültige Stilllegung der Blöcke stünde – angesichts der Defekte und der Tatsache, dass ein Tausch des Reaktordruckbehälters nicht möglich ist – bevor. Belgische Medien betonten im Februar 2015, es sei noch keine endgültige Entscheidung gefallen.
Am 30. November 2014 ereignete sich außerhalb des nuklearen Bereichs des Blocks 3 eine Explosion mit anschließendem Feuer an einem Transformator, was zu einer Abschaltung des Blocks 3 führte. Nach einer Reparatur wurde der Reaktor am 2. Dezember 2014 wieder angefahren.
Am 23. Februar 2015 wurde öffentlich bekannt, dass die Defekte weiter gewachsen sind (siehe Einleitung).
Am 4. Mai 2015 wurden nach einem Störfall die Überdruckventile im Containmentgebäude des Reaktors Tihange-1 geöffnet und nicht radioaktiver Dampf abgelassen (Venting).
Im August 2015 wurde bekannt, dass die belgische Atomaufsichtsbehörde aufgrund von Mängeln im Kernkraftwerk die Staatsanwaltschaft eingeschaltet hat.
Mitte November 2015 gab die belgische Atomaufsichtsbehörde ihre Erlaubnis für das Wiederanfahren des Reaktorblocks Tihange-2; die Wasserstoffeinschlüsse würden kein Risiko für die Sicherheit des Reaktors darstellen. Der Betreiber Electrabel bereitete dies für die Zeit um den 15. Dezember 2015 vor und nahm den Reaktor am Abend des 14. Dezember wieder in Betrieb. Die belgische Zeitung De Morgen meldete dies unter der Überschrift „Belgische regering speelt Russische roulette met Tihange 2“ („Belgische Regierung spielt russisches Roulette mit Tihange 2“) und zitierte damit den Umweltminister des Landes Nordrhein-Westfalen, Johannes Remmel.
Am 18. Dezember 2015 um 22:35 Uhr wurde Block 1 nach einem Brand im nicht-nuklearen Bereich abgeschaltet. Eine Woche später, am 26. Dezember 2015, wurde der Reaktor wieder hochgefahren.
Bundesumweltministerin Barbara Hendricks (SPD) schrieb am 24. Dezember 2015, die Bundesregierung werde speziell die Wiederinbetriebnahme der Kernreaktoren Tihange-2 und Doel-3 kritisch hinterfragen. Ein baldiges Gespräch mit der belgischen Atomaufsicht sei terminiert. Das Gespräch fand zwischen Hendricks und dem belgischen Innenminister Jan Jambon, einem Kernkraftbefürworter, statt.

### 2016–2017
Am 14. Januar 2016 stellten Rebecca Harms, die Ko-Vorsitzende der Fraktion Die Grünen/Europäische Freie Allianz im Europäischen Parlament, und Jean-Marc Nollet, Abgeordneter des belgischen Parlaments, der FANK eine Auswertung der Materialwissenschaftlerin Ilse Tweer von Dokumenten zu Materialfehlern in den Druckbehältern der Reaktoren Doel 3 und Tihange 2 sowie einen Kommentar zur Abschlussbewertung vor.
Am 1. Februar 2016 machte der WDR publik, dass bei den Kernreaktoren Tihange-2 und Doel-3 das für eine Notkühlung vorgehaltene Kühlwasser vorgewärmt wird. Damit wird der Fall berücksichtigt, dass durch eine nicht ausgeschlossene Restunsicherheit die Flockenbildung doch relevant sein sollte.
Die Städteregion Aachen reichte am 9. Februar 2016 beim belgischen Staatsrat Klage gegen den Weiterbetrieb von Tihange-2 ein. Zielrichtung der Klage war u. a. die fehlende grenzüberschreitende Beteiligung bei einer Umweltverträglichkeitsprüfung und eine Nichtbeachtung der Bestimmungen des EURATOM-Vertrages, insbesondere hinsichtlich der Verpflichtung nach Artikel 37, bestimmte Angaben zur Freisetzung radioaktiver Stoffe der Europäischen Kommission zu übermitteln. Die NRW-Landesregierung schloss sich im April 2016 der Klage an.
Am 23. Februar 2016 wurde Block 1 erneut heruntergefahren, nachdem Unregelmäßigkeiten an einer Pumpe festgestellt wurden.
Anfang März 2016 kündigte der nordrhein-westfälische Umweltminister Johannes Remmel an, NRW und Rheinland-Pfalz würden gemeinsam Beschwerden bei der UN und der EU-Kommission gegen die Laufzeitverlängerungen für die beiden Reaktoren in Doel sowie den ersten Reaktor in Tihange einlegen. Ein Rechtsgutachten im Auftrag der beiden Länder kam zu dem Schluss, die Laufzeitverlängerung der Kernreaktoren Tihange 1 und Doel 1 & 2 sei nicht mit europäischem Recht vereinbar.
Anfang Juni 2016 wurde bekannt, dass die Städte Aachen, Maastricht (Niederlande) und Wiltz (Luxemburg) stellvertretend für andere Kommunen eine offizielle Beschwerde einreichen werden, da „das Prinzip der Vorsorge“ beim Wiederhochfahren von Tihange 2 nicht respektiert worden sei.
Am 6. Juni 2016 forderte das niederländische Unterhaus Belgien auf, seine Kernkraftwerke zu schließen.
Am 7. September 2016 wurde wegen durch Bauarbeiten im nichtnuklearen Teil entstandene Schäden der Reaktor Tihange-1 abgeschaltet, am 9. September 2016 auch Reaktor Tihange-2. Am 15. November 2016 wurde zu dem Vorfall am 7. September berichtet, es handele sich bei den Gebäudeschäden um eine Hebung der Bodenplatte. Der Betreiber Electrabel müsse den Boden unter der Bodenplatte verstärken und ihre Stabilität auch für den Fall eines Erdbebens garantieren. Der belgische Innenminister Jan Jambon forderte, auch den Boden unter den anderen Gebäuden von Tihange 1 zu untersuchen. Die für den 31. Dezember angekündigte Wiederinbetriebnahme wurde verschoben.
Im Dezember 2016 hatte die Städteregion Aachen gemeinsam mit Maastricht und Wiltz sowie mit natürlichen und juristischen Personen aus den drei Staaten eine zivilrechtliche Klage vor dem Gerichtshof erster Instanz in Brüssel gegen den Betrieb des Reaktors Tihange 2 mit einer Stilllegungsforderung eingereicht. Im März 2017 traten auch die Landesregierung NRW und die Landesregierung Rheinland-Pfalz dieser Klage bei. Das Gericht wies die Klage am 3. September 2020 ab.
Am 1. September 2017 begann die Stadt Aachen vorsorglich Jodtabletten an die Bevölkerung in der Region Aachen und den Kreisen Düren, Heinsberg und Euskirchen auszugeben. Damit setzte sie ein klares Zeichen, wie ernst die Lage in Tihange aus ihrer Sicht eingeschätzt wurde. Darüber hinaus wurden Notfallpläne mit Kindergärten und Schulen der Stadt Aachen ausgearbeitet, die Eltern wurden aufgefordert, Kontaktdaten und Notfallkontaktdaten in Listen einzutragen.
Im Oktober 2017 wurde wegen einer Panne Tihange-1 vorübergehend vom Netz genommen. In der Nacht zum 10. November 2017 wurde Block 3 wegen Problemen mit einem Ventil im nichtnuklearen Teil automatisch abgeschaltet.

### 2018–2022
Im August 2018 wurde im Block 2 des Kernkraftwerks Tihange bei Wartungsarbeiten maroder Beton entdeckt. Der Reaktor ging daraufhin bis Ende Juni 2019 vom Netz.
Im September 2018 wurde bei einer geplanten Überprüfung durch Engie Electrabel Betonzerfall (Alkali-Kieselsäure-Reaktion) in den Bunker-Gebäuden von Doel 3 und Tihange 3, wo sich die Notfall-Systeme befinden, festgestellt. Laut der FANC habe der Betonzerfall keine Auswirkungen auf das direkte Umfeld der Reaktoren, doch diese sollen erst nach weiteren Untersuchungen wieder angefahren werden. Das Wiederanfahren der Reaktoren Doel-1 und Doel-2 war wegen einer Wartung von Oktober auf Dezember 2018 verschoben worden. Auch in Doel-4 und Tihange-2 fand sich in den Decken der Gebäude Betonzerstörung.
Am 24. September 2018 sagte Energieministerin Marie-Christine Marghem, dass sie sich wegen zusätzlicher Kapazitäten im Notfall an ihre Kollegen in den Niederlanden, Frankreich und Deutschland gewendet habe. Engie Electrabel hatte berichtet, dass einige Reaktoren länger abgeschaltet blieben, weil die Reparatur der Betonschäden länger als erwartet dauere, was im November einen Stromausfall bedeuten könne. Weil nur einer der sieben belgischen Kernreaktoren aktiv sei, könne es sein, dass bestimmte Bereiche für kurze Zeit vom Netz genommen werden müssen. Die Ministerin kritisierte Engie Electrabel, weil sie die Probleme zu spät mitgeteilt hätten und für einen möglichen Stromausfall verantwortlich seien.
Am 3. Oktober 2022 wurde Reaktorblock 3 abgeschaltet, nachdem nach Betreiberangaben ein Druckabfall in einem der drei Dampfgeneratoren festgestellt worden war. Am 19. Oktober 2022 gab die Aufsichtsbehörde bekannt, dass die Ursache für die automatisch erfolgte Abschaltung die Benutzung eines Mobiltelefons in einem dafür nicht vorgesehenen Bereich gewesen sei. Am 18. Oktober 2022 wurde Tihange 3 wieder hochgefahren.

## Proteste

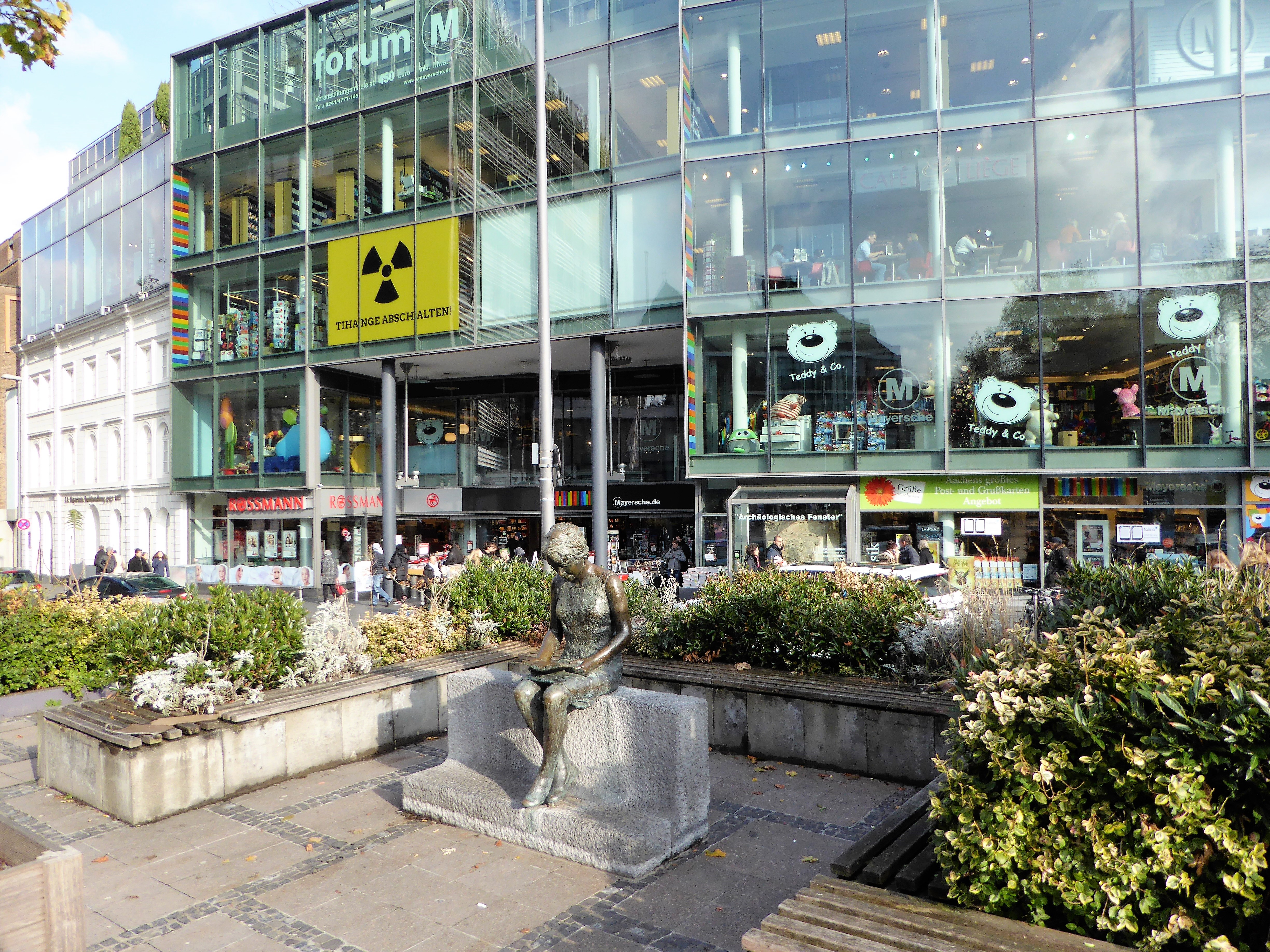
Protest gegen das Kernkraftwerk Tihange in Aachen im Herbst 2016

Am 17. September 2011 demonstrierten rund 2000 Menschen aus Belgien, den Niederlanden und Deutschland vor dem Kernkraftwerk Tihange und forderten die Abschaltung der Kernreaktoren.
Aus Anlass der bekannt gewordenen Wasserstoffeinschlüsse im Reaktorbehälter gab es am 12. Januar 2013 eine Demonstration in Maastricht, an der rund 1000 Personen teilnahmen.
Im Dezember 2015 demonstrierten in Aachen hunderte Bürger für eine sofortige Abschaltung, unterstützt von Oberbürgermeister Marcel Philipp und allen Stadtratsfraktionen. Philipp nannte die Wiederinbetriebnahme von Tihange-2 „bedrohlich“ und „unverantwortlich“.
Im Oktober 2016 wurden in der Städteregion Aachen Säulen mit dem Motto „Tihange AUS“ aufgestellt. An diesen „interaktiven Mahnmalen“ können die Bürger ihre Betroffenheit zum Ausdruck bringen und mit einem Hebel Tihange symbolisch ausschalten. Jede Hebelbewegung wird gezählt und wöchentlich an die Verantwortlichen in Belgien übermittelt. Die Initiatoren sind Rolf Jägersberg und Lars Harmens.
Am 12. November 2016 spielte der Fußballverein Alemannia Aachen gegen die U21-Mannschaft des 1. FC Köln. Die Spieler beider Mannschaften trugen bei diesem Spiel auf ihren Trikots statt Sponsorenwerbung die Aufschrift „stoppt Tihange“.
Am 25. Juni 2017 bildeten 50.000 Demonstranten eine fast 90 Kilometer lange Menschenkette von Aachen (D) über Maastricht (NL) bis nach Tihange (B). Sie demonstrierten damit für die sofortige Abschaltung der Kernreaktoren Tihange-2 und Doel-3.

## Stilllegung von Block 2
Am 31. Januar 2023 wurde Reaktorblock 2 um 22:45 Uhr endgültig abgeschaltet. Der Reaktorblock 3 wird dagegen nach einer Entscheidung der belgischen Regierung vom März 2022 nach entsprechenden Umbauten ab 2026 bis zum Jahr 2035 weiter in Betrieb bleiben. Die ursprünglichen Pläne zum kompletten Atomausstieg Belgiens zum Jahr 2025 wurden damit revidiert. Der wesentliche Grund für die Änderung der Planungen war der Beginn des russischen Aggressionskrieges gegen die Ukraine und die damit verbundene Unsicherheit der Energieversorgung.

## Daten der Reaktorblöcke
Das Kernkraftwerk Tihange hat drei Blöcke:
| Reaktor- block | Reaktortyp         | Netto- leistung | Brutto- leistung | Baubeginn    | Netzsyn- chronisation | Kommer- zieller Betrieb | Abschal- tung |
| -------------- | ------------------ | --------------- | ---------------- | ------------ | --------------------- | ----------------------- | ------------- |
| Tihange-1      | Druckwasserreaktor | 962 MW          | 1009 MW          | 1. Jun. 1970 | 7. Mrz. 1975          | 1. Okt. 1975            | (01.10.2025)  |
| Tihange-2      | Druckwasserreaktor | 1008 MW         | 1055 MW          | 1. Apr. 1976 | 13. Okt. 1982         | 1. Jun. 1983            | 31.01.2023    |
| Tihange-3      | Druckwasserreaktor | 1038 MW         | 1089 MW          | 1. Nov. 1978 | 15. Jun. 1985         | 1. Sep. 1985            | (01.11.2035)  |